# Tsetserleg
47°28′37″N 101°27′1″Ø / 47.47694°N 101.45028°Ø
Tsetserleg (Цэцэрлэг; uttal: [tsʰitsʰərɮək]) er hovedstaden i provinsen Arkhangaj i Mongoliet. Den ligger på nordslutningen af Changajbergen omkring 400 kilometer sydvest fra landets hovedstad Ulaanbaatar. Tsetserleg har 20 000 indbyggere.
Byen har et gammelt lamakloster, der blev bygget under Qing-dynastiet.

## Søsterbyer
| By         | Stat / Region | Land | År   | Kilder      |
| ---------- | ------------- | ---- | ---- | ----------- |
| Bellingham | Washington    | USA  | 2011 | [ 1 ] [ 2 ] |